# 孔庙和国子监博物馆
孔庙和国子监博物馆，位于北京市东城区国子监街15号，是北京市文物局直属全额拨款事业单位。

## 简介
孔庙和国子监博物馆的前身是2005年3月成立的孔庙和国子监管理处。2008年6月，在孔庙和国子监管理处的基础上，成立了孔庙和国子监博物馆，作为专题性、历史类博物馆，直属北京市文物局。孔庙和国子监博物馆主要从事北京孔庙、国子监的保护和利用工作，开展孔子和科举制度等的研究工作。同时负责收集、整理、保管、陈列相关文物及文献。
孔庙和国子监博物馆管理全国重点文物保护单位孔庙、国子监，总占地面积5万平方米，其中古建筑面积1.8万平方米。孔庙和国子监博物馆自成立后，陆续推出过《大成礼乐展演》、《中国古代官德文化展》。